# Pallas (syn Pandiona)
Pallas (gr. Πάλλας Pállas, łac. Pallas) – w mitologii greckiej królewicz ateński.
Uchodził za syna Pandiona i Pylii. Był bratem Egeusza (Ajgeus), Nisosa i Likosa. Miał pięćdziesięciu synów, Pallantydów.

## Mit
Po śmierci ojca razem z braćmi pokonał Metionidów i odzyskał tron Aten zagarnięty przez Metiona. Bracia wspólnie sprawowali rządy, ale królem został Egeusz. Po śmierci Egeusza Pallas próbował pozbawić tronu jego prawowitego następcę, Tezeusza, ale został przez niego zabity.